# Гигантский бегемот
Гигантский бегемот (лат. Hippopotamus major) — вымерший вид из семейства бегемотовых, проживавший в плейстоцене в Европе. Его ископаемые кости обнаружены на территории нынешних Франции, Италии, Нидерландов, Испании и Великобритании. Был объектом охоты неандертальца.

## Описание
Как и многие представители плейстоценовой мегафауны, гигантский бегемот, возможно, был шерстистей своих современных африканских и азиатских родственников. При предполагаемой массе в 4, или более, тонны, он был в среднем крупнее современного гиппопотама.

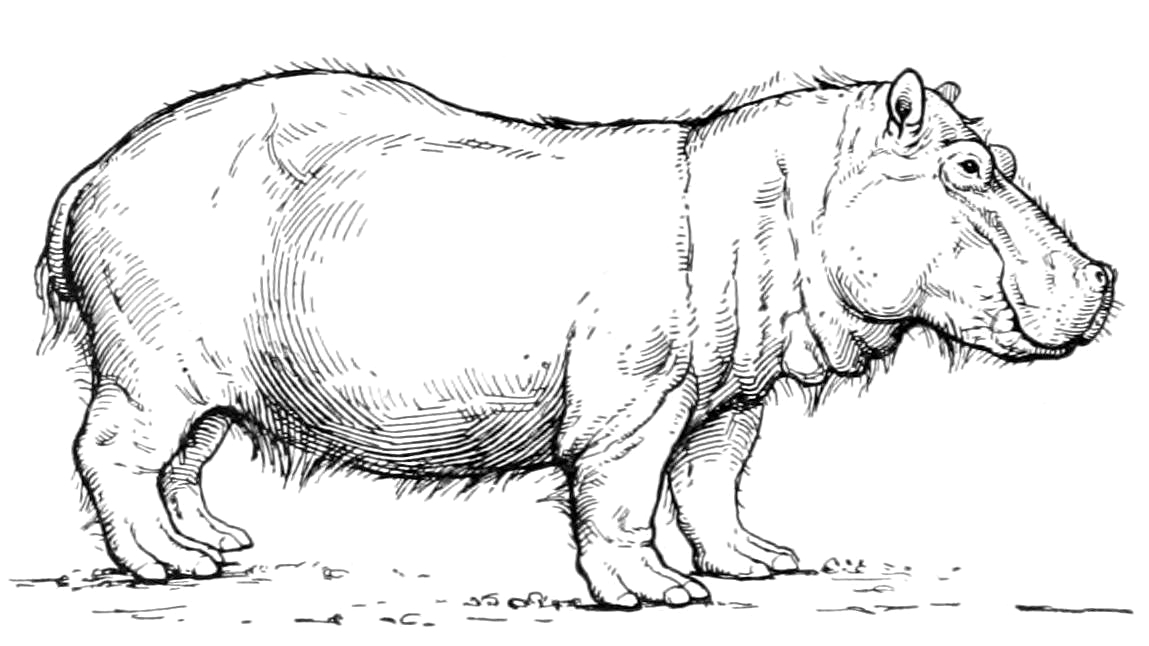
Реконструкция внешнего облика